# Tankaia borealis
Tankaia borealis is een inktvissensoort uit de familie van de Chiroteuthidae. De wetenschappelijke naam van de soort werd voor het eerst geldig gepubliceerd in 1929 door Sasaki.